# لوفينغ ضد فرجينيا
يُعتبر الحكم في قضية لوفينغ ضد فرجينيا رقم 388 لعام 1967 قرارًا تاريخيًا للمحكمة العليا الأمريكية بشأن الحقوق المدنية، والذي قضت فيه المحكمة بأن القوانين التي تحظر الزواج بين الأعراق تنتهك بنود الحماية المتساوية والإجراءات القانونية الواجبة في التعديل الرابع عشر لدستور الولايات المتحدة. ابتداءً من عام 2013، استُشهد بهذا الحكم باعتباره سابقة في قرارات المحاكم الفيدرالية الأمريكية التي تنص على عدم دستورية القيود المفروضة على زواج المثليين في الولايات المتحدة، بما في ذلك قرار المحكمة العليا لعام 2015 في قضية أوبرجيفيل ضد هودجيز.
رُفعت القضية بشأن زواج ميلدريد لوفينغ، وهي امرأة ملونة، وزوجها الأبيض ريتشارد لوفينغ، واللذان أُدينا وحُكم عليهما بالسجن مدة عام في 1958. انتهك زواجهما قانون النزاهة العرقية في ولاية فرجينيا لعام 1924، والذي يجرم الزواج بين الأشخاص المصنفين على أنهم «بيض» والأشخاص المصنفين على أنهم «ملونون». استأنفت عائلة لوفينغ قرار إدانتهم أمام المحكمة العليا في فرجينيا، التي أيدت القرار. قدما طلب الاستئناف بعد ذلك أمام المحكمة العليا الأمريكية، التي وافقت على الاستماع إلى قضيتهم.
في يونيو 1967، أصدرت المحكمة العليا قرارًا بالإجماع لصالح الزوجين وألغت حكم الإدانة. ألغى هذا القرار قانون ولاية فرجينيا لمكافحة تمازج الأجناس وأنهى جميع القيود القانونية المفروضة على الزواج في الولايات المتحدة والتي تقوم على أساس العرق. جادلت حكومة ولاية فرجينيا بأن قانونها لا يمثل انتهاكًا لبند الحماية المتساوية لأن العقوبة تُفرض على الطرفين بغض النظر عن عرق الجاني، وبالتالي فهي «تُطبّق على البيض وغير البيض بالقدر ذاته». مع ذلك، خلصت المحكمة إلى أن القانون ينتهك بند المساواة في الحماية لأنه يستند فقط إلى «التمييز حسب العرق» وتحظر الزواج بموجبه، إذ أن الزواج مقبول بشكل عام وللمواطنين كامل الحرية بفعله.

## خلفية

### قوانين مكافحة تمازج الأجناس في الولايات المتحدة
ساد العمل بقوانين مكافحة تمازج الأجناس في بعض الولايات الأمريكية منذ حقبة الاستعمار. في عصر إعادة الإعمار عام 1865، حظرت القوانين السوداء في الولايات السبع الواقعة أدنى الجنوب الزواج بين الأعراق وجعلته فعلًا غير قانوني. ألغت الهيئات التشريعية الجمهورية الجديدة في ست ولايات القوانين التقييدية. بحلول عام 1894، أعيد فرض هذه القيود عقب عودة الحزب الديمقراطي في الجنوب إلى مقاعد السلطة.
تمثل أحد مصادر القلق الرئيسية بكيفية وضع الحد الفاصل بين الأسود والأبيض في مجتمع ينجب فيه الرجال البيض العديد من الأطفال من نساء سود مستعبدات. من ناحية أخرى، تزايدت أهمية سمعة الشخص على أنه أسود أو أبيض في الحياة العملية. بالمقابل، عملت معظم القوانين بقاعدة «قطرة دم واحدة»، والتي يُعتبر الشخص أسودًا بموجبها في حال كان أحد أسلافه من السود. في عام 1967، استمر العمل بقوانين مكافحة تمازج الأجناس في 16 ولاية، ولا سيما في الجنوب الأمريكي.

### المدعون
ميلدريد ديلوريس لوفينغ هي ابنة ميوسيال (بيرد) جيتر وثيوليفر جيتر. عرفت عن نفسها بأنها من أصل هندي راباهانوكي، ولكنه أُبلغ عنها أنها تنحدر كذلك من أصول شيروكية وبرتغالية وأمريكية أفريقية. خلال المحاكمة، بدا واضحًا أنها عرّفت نفسها على أنها سوداء، ولا سيما كما اعتبرها محاميها. مع ذلك، وصفها تقرير الشرطة بأنها «هندية» عند اعتقالها.
ريتشارد بيري لوفينغ هو رجل أبيض، وابن لولا (ألين) لوفينغ وتويلي لوفينغ. عاشت عائلتيهما في مقاطعة كارولين بولاية فرجينيا، والتي التزمت بقوانين جيم كرو الصارمة والتي تخص الفصل العنصري، إلا أن بلدتهم سنترال بوينت كانت مجتمعًا متفتحًا على اختلاط الأعراق منذ القرن التاسع عشر. التقى الزوجان في المدرسة الثانوية حيث وقعا في الحب.
حملت ميلدريد، وفي يونيو 1958، سافر الزوجان إلى واشنطن العاصمة للزواج، هربًا من قانون النزاهة العرقية في ولاية فرجينيا لعام 1924، والذي يجرم الزواج بين البيض وغير البيض. بعد أسابيع قليلة من عودتهما إلى سنترال بوينت، داهمت الشرطة المحلية منزلهما في الساعات الأولى من صباح يوم 11 يوليو 1958، على أمل العثور عليهما يمارسان الجنس، إذ كانت العلاقات الجنسية بين الأعراق غير قانونية كذلك في ولاية فرجينيا. عندما وجد الضباط الزوجين نائمين في سريرهما، أشارت ميلدريد إلى شهادة زواجهما المعلقة على جدار غرفة النوم. قيل لهما إن الشهادة غير صالحة في فرجينيا.

## الإجراءات الجنائية
اتُهم الزوجان بموجب القسم 20-58 من قانون فرجينيا، الذي يحظر على الأزواج من أعراق مختلفة الزواج خارج ولاية فرجينيا ثم العودة إليها، والقسم 20-59، الذي صنف الاختلاط على أنه جناية، يعاقب القانون عليها بالسجن مدة تتراوح بين سنة وخمس سنوات.
في 6 يناير 1959، أقر الزوجان بالذنب في «التعايش كرجل وزوجته، ضد سلام الكومنولث وكرامته». وحُكم عليهما بالسجن مدة عام، مع تعليق الحكم بشرط مغادرة الزوجين فرجينيا وعدم العودة معًا لمدة 25 عامًا على الأقل. انتقل الزوجان إلى مقاطعة كولومبيا بعد إدانتهما.

### الإجراءات الاستئنافية
في عام 1963، أُصيب الزوجان بالإحباط بسبب عدم تمكنهما من السفر معًا لزيارة عائلاتهما في فرجينيا، فضلًا عن عزلتهما الاجتماعية وما واجهاه من صعوبات مالية في واشنطن، كتبت ميلدريد لوفينغ احتجاجًا إلى المدعي العام روبرت كينيدي. أحال كينيدي ميلدريد إلى الاتحاد الأمريكي للحريات المدنية. كلف اتحاد الحريات المدنية الأمريكي المحاميين المتطوعين المتعاونين برنارد كوهين وفيليب هيرشكوب باستلام القضية والعمل عليها، وقدم المحاميان طلبًا نيابة عن الزوجين في محكمة مقاطعة كارولين بولاية فرجينيا، وطالبوا المحكمة بإلغاء الأحكام الجنائية واستبعاد الأحكام الصادرة بحق الزوجين لوفينغ على أساس أن قوانين فرجينيا المتعلقة بتمازج الأجناس تتعارض مع بند الحماية المتساوية في التعديل الرابع عشر من الدستور.
في 28 أكتوبر 1964، بعد انتظار دام نحو عام، رفع محامو اتحاد الحريات المدنية الأمريكي دعوى جماعية في المحكمة الجزئية الأمريكية للمنطقة الشرقية من فرجينيا. دفع هذا قاضي محكمة المقاطعة الذي تولى القضية، ليون بازيل (1890-1967)، إلى إصدار حكم بشأن طلب الإلغاء الذي طال انتظاره. رفض بازيل الالتماس مستشهدًا بتفسير يوهان فريدريش بلومنباخ للعرق في القرن الثامن عشر، قائلًا:
خلق الله تعالى الأجناس البيضاء والسوداء والصفراء والمالاي والحمراء، ووضعها في قارات منفصلة. بالتدخل في هذا الترتيب لن يكون هناك سبب لمثل هذه الزيجات. فحقيقة أنه فصل الأعراق توضح أنه لم ينوِ اختلاطها.
في 22 يناير 1965، أجلت هيئة محكمة محلية مؤلفة من ثلاثة قضاة صدور قرار الحكم في قضية الدعوى الجماعية الفيدرالية بينما استأنف الزوجان لوفينغ قرار القاضي بازيل على أسس دستورية أمام المحكمة العليا في فرجينيا. في 7 مارس 1966، كتب القاضي هاري كاريكو (رئيس المحكمة لاحقًا) رأيًا للمحكمة يؤيد فيه دستورية قوانين مكافحة تمازج الأجناس. استشهد كاريكو بقرار المحكمة العليا في فرجينيا في قضية نعيم ضد نعيم (1955) وحكم بأن تجريم زواج لوفينغ لم يكن انتهاكًا لشرط الحماية المتساوية، نظرًا لمعاقبة الزوجين الأبيض وغير الأبيض بالتساوي، وهو ما حدث سابقًا في المحكمة العليا للولايات المتحدة في عام 1883 في قضية بيس ضد ألاباما. مع ذلك، وجدت المحكمة أن الأحكام الصادرة بحق الزوجين لوفينغ مبهمة بشكل غير دستوري، وأمرت باستئنافها في محكمة مقاطعة كارولين.
استأنف الزوجان، اللذان حظيا بدعم اتحاد الحريات المدنية الأمريكي، قرار المحكمة العليا للولاية أمام المحكمة العليا للولايات المتحدة، حيث مثل روبرت ماكلوين من مكتب المدعي العام للولاية فرجينيا. وافقت المحكمة العليا في 12 ديسمبر 1966 على قبول القضية للمراجعة النهائية. لم يحضر الزوجان المرافعات الشفوية في واشنطن، ولكن أحد محاميهم، برنارد كوهين، نقل الرسالة الشخصية التي تلقاها من ريتشارد لوفينغ، والتي قال فيها: «السيد كوهين، أخبر المحكمة أنني أحب زوجتي، وإنه من الظلم أن لا أتمكن من العيش معها في فرجينيا.»